# Farmington (Nuovo Messico)
Farmington è una città della contea di San Juan nello Stato del Nuovo Messico. Al censimento del 2020, la città aveva una popolazione di 46 624 abitanti. Farmington (e la contea di San Juan) costituisce una delle quattro aree statistiche metropolitane (MSA) nel Nuovo Messico.
È situata alla confluenza dei fiumi San Juan, Animas e La Plata, sull'altopiano del Colorado. Inoltre, è la città più grande della contea di San Juan, una delle contee con maggior superficie degli Stati Uniti con 14,340 km². Il capoluogo e l'altra città della contea è Aztec. È un polo commerciale per la maggior parte del Nuovo Messico nord-occidentale e della regione dei Four Corners. Si trova nei pressi dell'incrocio di tre importanti autostrade: U.S. Route 550, U.S. Route 64 e New Mexico Highway 371.
È situata lungo il Trails of the Ancients Byway, un percorso turistico che fa parte delle New Mexico Scenic Byways.
Le principali fonti di reddito della contea sono il petrolio, il gas naturale e il carbone. Le miniere di carbone più importanti sono quelle di Navajo e San Juan, gestite dalla BHP Billiton e situate rispettivamente a 24 e 31 km a sud-ovest della città. Il carbone estratto dalle miniere viene poi convertito in combustibile dalle vicine centrali elettriche di Four Corners e San Juan per la produzione di energia elettrica.

## Geografia fisica
Secondo l'Ufficio del censimento degli Stati Uniti, ha una superficie totale di 31,99 mi² (82,85 km²).

## Società

### Evoluzione demografica
Secondo il censimento del 2020, la popolazione era di 46 624 abitanti.